# Dane, Loška dolina
Dane so naselje v Občini Loška dolina.